# 半堤镇
半堤镇，是中华人民共和国山東省菏泽市定陶区下辖的一个乡镇级行政单位。

## 行政区划
半堤镇下辖以下地区：
潘楼村、周庄村、曙光村、张楼村、董小集村、潘寺村、立新村、东闫村、西闫村、薛庄村、大常村、大徐村、花园村、邓庄村、胡海村、耿楼村、于庄村、成海村、刘平坊村、郭庄村、孙堂村、半堤集村、王庄村、叶庄村、焦庄村、宋庄村和曲庄村。